# Diocesi di Civitanova
La diocesi di Civitanova (in latino Dioecesis Cluentensis) è una sede soppressa e sede titolare della Chiesa cattolica.

## Storia
Il vicus Cluentum (o Clientis), l'attuale Civitanova Marche, fu sede di un'antica diocesi, attestata sul finire del V secolo nell'epistolario di papa Gelasio I (492-496). Nei pressi di questa località  potrebbe aver subito il martirio san Marone, menzionato nel Martirologio geronimiano al 15 aprile.
Sono due le lettere di papa Gelasio I nelle quali si fa menzione di questa diocesi. In una prima lettera (circa 494-495), il pontefice si indirizza a Filippo e Geronzio, vescovi la cui sede episcopale non è indicata, ma che forse potrebbero essere identificati rispettivamente con i vescovi di Numana e di Camerino o Valva; i due prelati sono incaricati di rispondere alla petizione della plebs Clientensis, sprovvista del suo pastore da lungo tempo e scontenta del vescovo che è stato loro proposto, a causa della sua mediocrità. Filippo e Geronzio ricevono dal pontefice l'ordine di convocare in assemblea il clero, i diaconi e il popolo di Cluento.
In una seconda lettera (circa 495-496), papa Gelasio dà mandato agli stessi Filippo e Geronzio di ordinare presbyterum il diacono Gaudioso di Cluento, previa una indagine sulle qualità del candidato e su eventuali impedimenti che possano ostacolarne l'ordinazione. Secondo Lanzoni, il termine presbyter è sinonimo di episcopus; in questo caso Gaudioso sarebbe l'unico vescovo storicamente attestato della diocesi. Pietri invece si limita a riportare le informazioni contenute nella lettera di papa Gelasio, secondo la quale Gaudioso era un diacono scelto per l'ordinazione sacerdotale.
Queste due lettere di papa Gelasio sono l'unica testimonianza storica sull'esistenza della diocesi di Cluento, la quale, secondo Duchesne, scomparve in seguito all'invasione longobarda.
Dal 1970 Civitanova è annoverata tra le sedi vescovili titolari della Chiesa cattolica; dal 16 dicembre 1995 l'arcivescovo, titolo personale, titolare è Claudio Maria Celli, già presidente del Pontificio Consiglio delle Comunicazioni Sociali.

## Cronotassi

### Vescovi residenti
- Gaudioso ? † (circa 495/496 - ?)

### Vescovi titolari
- Octavio José Calderón y Padilla † (22 giugno 1970 - 2 marzo 1972 deceduto)
- Vincenzo Maria Farano † (8 agosto 1973 - 14 agosto 1986 nominato arcivescovo di Gaeta)
- Isidro Sala Ribera † (18 ottobre 1986 - 7 aprile 1990 nominato vescovo coadiutore di Abancay)
- Osvino José Both (26 giugno 1990 - 22 novembre 1995 nominato vescovo di Novo Hamburgo)
- Claudio Maria Celli, dal 16 dicembre 1995